# Casas del 437-459 de la Calle 24
Las Casas del 437-459 de la Calle 24 (en inglés: Houses at 437-459 West 24th Street) es un complejo de casas históricas ubicadas en Nueva York, Nueva York. La Casas del 437-459 de la Calle 24 se encuentran inscritas en el Registro Nacional de Lugares Históricos desde el 29 de octubre de 1982. 

## Ubicación
Las Casas del 437-459 de la Calle 24 se encuentran dentro del condado de Nueva York en las coordenadas 40°44′53″N 74°00′11″O / 40.748056, -74.003056.